# Düsseldorf Panther
Düsseldorf Panther (español: Panthera de Düsseldorf) es un equipo de fútbol americano de Düsseldorf, Renania del Norte-Westfalia (Alemania).

## Historia

#### Fundación
Las Panthers fueron fundadas alrededor de medio año después que los Frankfurt Lionns, estos últimos se separaron de nuevo en 1985, convirtiendo a los panthers en el equipo de fútbol americano alemán y europeo más antiguo que haya sobrevivido. El 1 de mayo de 2008, celebraron su 30 aniversario.
En 1979, los Panthers formaron parte de la primera GFL (Liga de fútbol americana 1979). También fueron fundamentales en la construcción de la primera organización paraguas de la Asociación Americana de Fútbol de Alemania (AFBD) en Alemania.

#### Década de los 80'
Después de la reanudación de los siete clubes bajo una organización paraguas recientemente organizada, la AFVD , los Panthers comenzaron de nuevo en la temporada 1982 en la liga alemana oficialmente más alta. Se convirtieron en campeones alemanes por primera vez en 1983 ( German Bowl V). Repitieron este éxito en los años 1984 y 1986. Además, el club en las temporadas 1985 y 1988 subcampeón alemán. Los Panthers fueron el equipo de fútbol alemán más exitoso de la década de 1980.

#### Los 90'
Incluso en la década de 1990, tuvieron mucho éxito. Después de dos campeonatos más en 1992 y 1994, ganaron en la temporada de 1995, el doble: campeón alemán y Eurobowl.Ganador (como el primer equipo alemán). Especialmente notable fue que esto por primera vez en la historia del fútbol alemán no es en virtud de un entrenador estadounidense, pero bajo dos entrenadores alemanes (Christos Mantzaridis y Walter Rohlfing 1992 - Mantzaridis 1994) tanto Panther-crecido, se hizo. Mantzaridis es también el único entrenador alemán que ha recibido dos premios (Coach of the Year-Ring). Al trabajar en la temporada 1996, los Panthers fueron la última vez en la final del campeonato alemán, perdieron. Hacia el final de la década de 1990, los Panthers entraron en turbulencias deportivas y financieras. El alto nivel de los años anteriores ya no se podía mantener.

#### Declive
En la temporada 2016, Ellgering se mantuvo la mitad de la temporada Headcoach de este equipo, luego fue reemplazado por Michael Wevelsiep. Una vez más, los Panthers se llevaron el último lugar en el GFL Norte, como en los últimos tres años, sin victoria. Los juegos de descenso contra los Cologne Crocodiles se perdieron todos a cero, por lo que los Panthers descienden al GFL 2.

## Secciones
Es uno de los clubes que más cuida la cantera, con equipos en categorías juvenil, sub-15, sub-11, Flag football y sección de animación.  

## Palmarés
- Liga alemana: 6 campeonatos (1983, 1984, 1986, 1992, 1994 y 1995).
- Liga Europea de Fútbol Americano: 1 campeonato (1995).